# Тихонов, Валерий Евгеньевич
Вале́рий Евге́ньевич Ти́хонов (род. 4 августа 1961 года, г. Белореченск, Луганская область, УССР) — русский поэт и журналист, основатель, издатель и главный редактор литературного фонда «Август» (с августа 1992 г.).

## Краткая биография
Раннее детство прошло в городе Кореновске Краснодарского края (1965—1969 гг.), куда семья переехала из города Белореченска Луганской области (1961—1965 гг.). В Алтайском крае с 1969 года. Окончив среднюю школу (1978 г., с. Тугозвоново Шипуновского района) и отслужив в армии (1979—1981 гг., военно-строительные войска, после окончания школы сержантского состава — мл. сержант, зам. командира взвода до ДМБ), работал на производстве электросварщиком — до и после армии в зерносовхозе «Белоглазовский» (с июля 1978 по октябрь 1979 и с декабря 1981 по ноябрь 1984).
В 1989 году окончил дневное отделение филологического факультета Барнаульского государственного педагогического института (ныне — Алтайская государственная педагогическая академия), затем в течение трёх лет работал в школе учителем русского языка и литературы (1989—1992 годы: первый год — в селе Лесном Бийского района и последующие два года в школе № 2 города Заринска Алтайского края). Уволившись из школы, работал электросварщиком-арматурщиком Барнаульского КЖБИ-2 (август 1992-март 1993).
Его стихи и статьи опубликованы в краевой, региональной и центральной периодике (с 1985 года): «Алтай», «Барнаул», «Сибирские огни», «Сибирские Афины», «Огни Кузбасса», «День поэзии-2007», «Литературная газета», «Российский писатель», «Труд», «Вечерний Барнаул», «Алтайская правда», «Комсомольская правда», «Московский комсомолец на Алтае» и др.
С апреля 1993 года работал корреспондентом многотиражной газеты «Энергетик» (ОАО «Алтайэнерго»); затем корреспондентом, редактором, автором и ведущим программы «В центре внимания» в штате редакции сетевого радио «Роса» (ОАО «Алтайтелеком», г. Барнаул, февраль 1995 — май 2000 гг.); зам. главного редактора городской массовой газеты «Вечерний Барнаул» (май 2000 — февраль 2001 гг.), зам. главного редактора литературно-художественного и краеведческого журнала «Барнаул» (март 2002 — август 2008 гг.), а с сентября 2008 года по декабрь 2011 года — главный редактор этого журнала.
С 1992 года руководит деятельностью литературного фонда «Август», в котором на декабрь 2012 года издал 50 поэтических и публицистических книг (общий тираж — более ста десяти тысяч экземпляров, половину передал в библиотеки и другие учреждения культуры и образования Алтайского края). Член Союза писателей России с марта 1998 г. Участник ряда региональных и всероссийских литературных форумов: совещания, съезды, чтения, конференции, семинары.
С 1993 года литературный фонд «Август» организовал и провёл более 200 литературных вечеров в районах и городах Алтайского края (Барнауле, Бийске, Змеиногорске, Новоалтайске, Заринске, Славгороде, Белокурихе, Яровом).
Женат. Двое детей.

## Краткая библиография
Автор четырёх поэтических книг:
- «Где дорога, там и жизнь» (Барнаул, ЛФ «Август», 1993 г., 64 с., 5100 экз.).
- «Звуки, запахи, краски…» (Барнаул, ЛФ «Август», 1998 г., 64 с., 1000 экз.).
- «Формат окна» (Барнаул, ОАО «Полиграфист», 2003 г., 64 с., 1000 экз.).
- «Четвёртое измерение» (Барнаул, книжная серия «Городская библиотека», 2007 г., 64 стр., 900 экз.).

Автор шести публицистических книг (интервью и репортажи):
- «В центре внимания» (Барнаул, ЛФ «Август», 1994, 1995, 2001, 2007 гг.), «Мир Шукшина» (Барнаул, ЛФ «Август», 2007 г.), «Знать и помнить» (О жизни и творчестве В. М. Шукшина, "Библиотека журнала «Барнаул», 2011 г.).

Соавтор тематических поэтических сборников («Жребий», «Глагол», «Мир коней», «Мир автодорог», «Тихая моя Родина…», «Жизнь моя, иль ты приснилась мне…» и др.) и поэтических антологий («Русская сибирская поэзия. XX век» /Кемерово, 2008 г./, «Состояния пространства» /2008 г./ — произведения авторов ЛФ «Август», являющихся лауреатами краевых литературных премий; «Обратный отсчёт» /2010 г./ — произведения поэтов Алтайского края о Великой Отечественной войне /издание посвящено 65-летию Великой Победы/; «Встречи в августе» /2011 г. — произведения известных немецких поэтов Алтайского края в переводах на русский язык авторов ЛФ «Август»; «Слово о матери» /2011 г., ОБФ «Возрождение Тобольска»/).

## Основные награды
- 1995 — краевая премия Демидовского фонда в номинации «Общественная деятельность» — за создание и продвижение литературного фонда «Август»
- 2003 — краевая премия имени В. М. Шукшина — за книгу стихотворений «Формат окна»
- 2003 — памятная медаль «60 лет Кемеровской области» — за участие в культурных проектах Кемеровской области
- 2007 — краевая премия имени В. В. Бианки — за книгу стихотворений «Четвёртое измерение»
- 2008 — медаль «За служение литературе» от Ассоциации писателей Урала, Сибири и Поволжья
- 2008 — премия губернатора Алтайского края в номинации «Просветительская деятельность в сфере литературы и искусства»
- 2009 — медаль Алтайского края «За заслуги перед обществом»
- 2012 — памятная медаль ЦК КПРФ «300 лет М. В. Ломоносову»